# سيسيل كالاغان
سيسيل كالاغان (بالإنجليزية: Cecil Callaghan)‏ هو عسكري أسترالي، ولد في 31 يوليو 1890 في سيدني في أستراليا، وتوفي في 1967 في Gordon, New South Wales ‏ في أستراليا.